# Kinzig zwischen Langenselbold und Wächtersbach
Kinzig zwischen Langenselbold und Wächtersbach este o arie protejată (arie specială de conservare — SAC, sit de importanță comunitară — SCI) din Germania întinsă pe o suprafață de 148,85 ha, integral pe uscat.

## Localizare
Centrul sitului Kinzig zwischen Langenselbold und Wächtersbach este situat la coordonatele 50°12′02″N 9°08′40″E / 50.2006°N 9.1444°E.

## Înființare
Situl Kinzig zwischen Langenselbold und Wächtersbach a fost declarat sit de importanță comunitară în noiembrie 2004 pentru a proteja 2 specii de animale. Situl a fost protejat și ca arie specială de conservare în martie 2008.

## Biodiversitate
Situată în ecoregiunea continentală, aria protejată conține 2 habitate naturale: Cursuri de apă de la nivel de câmpie la nivel montan, cu vegetație Ranunculion fluitantis și Callitricho-Batrachion, Păduri aluvionare cu Alnus glutinosa și Fraxinus excelsior (Alno-Padion, Alnion incanae, Salicion albae).
La baza desemnării sitului se află mai multe specii protejate de  nevertebrate (2): Coenagrion mercuriale, phengaris nausithous (Maculinea nausithous).